# Krzysztof Pawałowski (matematyk)
Krzysztof Marian Pawałowski (ur. 16 lipca 1950) – polski matematyk, profesor nauk matematycznych. Specjalizuje się w topologii algebraicznej i topologii geometrycznej. Profesor zwyczajny na Wydziale Matematyki i Informatyki Uniwersytetu im. Adama Mickiewicza w Poznaniu, gdzie pracuje w Zakładzie Geometrii i Topologii.

## Życiorys
Stopień doktorski uzyskał na Uniwersytecie Warszawskim w 1982 roku na podstawie rozprawy pt. Działanie gładkie grup skończonych na dyskach, przygotowanej pod kierunkiem prof. Andrzeja Białynickiego-Biruli (Uniwersytet Warszawski) i przy opiece naukowej prof. Roberta A. Olivera (Uniwersytet Aarhus). Habilitował się w 2001 na podstawie oceny dorobku naukowego i pracy pt. Działanie gładkie grup skończonych na rozmaitościach o zadanym typie homotopijnym. Tytuł profesora nauk matematycznych uzyskał w 2016 roku.
Zagraniczne wizyty naukowe odbywał w: Niemczech (Göttingen Universität, Heidelberg Universität, Max Planck Institute for Mathematics in Bonn), Japonii (Tokyo University, Research Institute for Mathematical Sciences at Kyoto University, Osaka City University, Okayama University), Korei (Korea Institute for Advanced Study: School of Mathematics, Daejeon), Chinach (Shanghai University, Hong Kong University of Science and Technology) oraz w USA (Courant Institute of Mathematical Sciences at the New York University, Princeton University, Chicago University, Ohio State University).
Artykuły publikował w takich czasopismach jak m.in. „Commentarii Mathematici Helvetici”, „Fundamenta Mathematicae”, „K-Theory”, „Mathematische Annalen”, „Proceedings of the American Mathematical Society”, „Proceedings of the Edinburgh Mathematical Society” oraz „Topology”. Jest członkiem komitetu redakcyjnego czasopisma „Journal of Homotopy and Related Structures” i zastępcą redaktora naczelnego „Wiadomości Matematycznych”. Od 1985 roku współorganizuje konferencje z topologii algebraicznej i geometrycznej, np. Transformation Groups, Poznań 1985, Algebraic Topology, Poznań 1989; Poznań Workshop on Transformation Groups: 2001, 2002, 2003, 2004; Group Actions and Homogeneous Spaces, Bratysława 2009; Group Action Forum Conference: Málaga 2006, Poznań 2010, Mediolan 2010; Knots, Manifolds, and Group Actions, Słubice 2013; Glances@Manifolds: Kraków 2015 i 2016.
Należy do Polskiego Towarzystwa Matematycznego, Amerykańskiego Towarzystwa Matematycznego oraz Europejskiego Towarzystwa Matematycznego.